# Lijst van hunebedden in Saksen-Anhalt

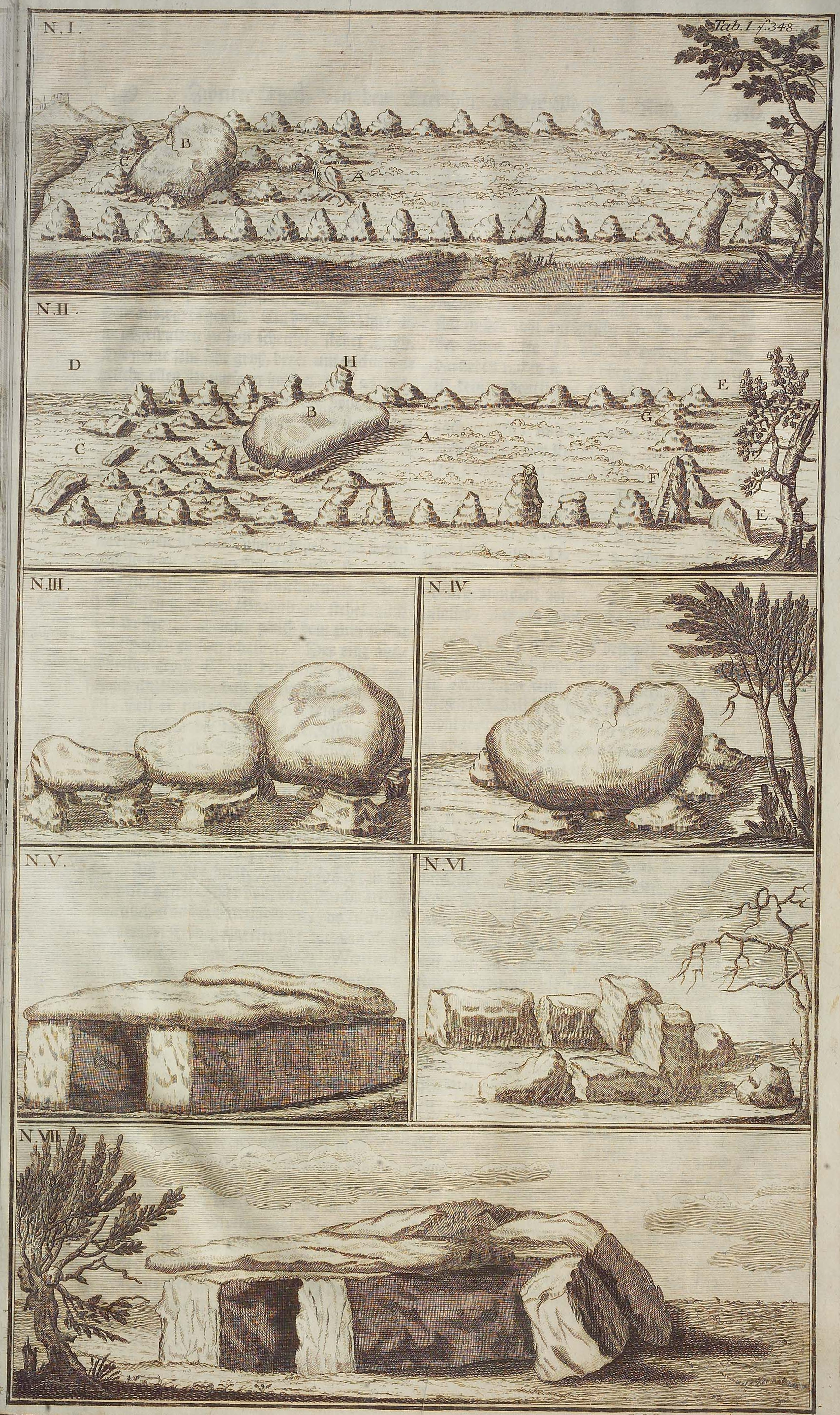
Enkele hunebedden in het gebied, 1751

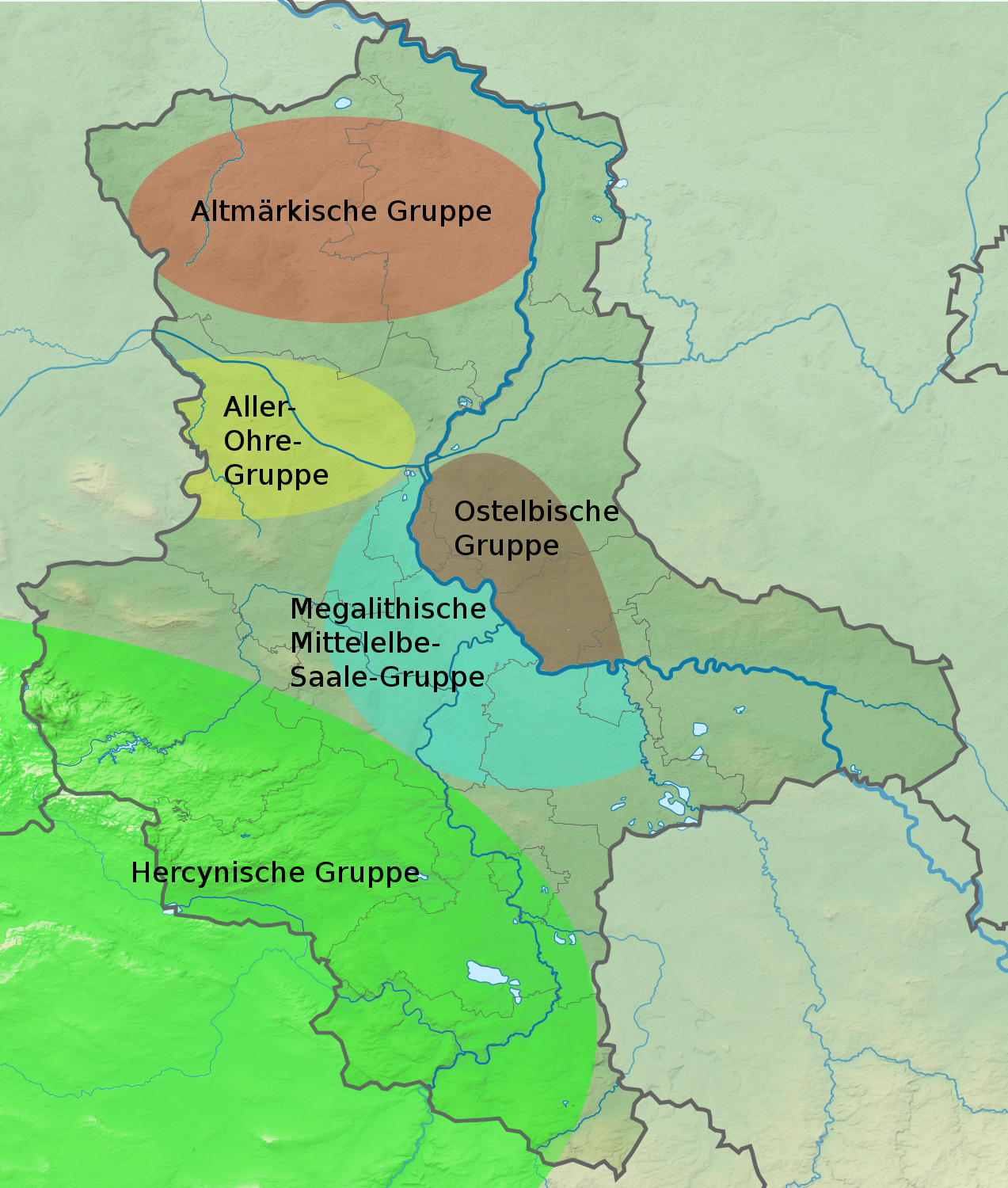

De lijst met hunebedden in Saksen-Anhalt bevat alle (circa 470-480) bekende hunebedden in Saksen-Anhalt. Daarbij zijn 120 gebiedsaanduidingen opgevoerd, die op meer graven (maar ook op natuurlijk formaties of andere door mensen gebouwde formaties zoals menhirs) wijzen.

## Lijst met graven
- Naam: Noemt de naam en alternatieve benamingen
- Plaats: de plaats
- Landkreis: Noemt het district (een Landkreis of Kreis-vrije stad), waartoe de gemeente behoort:

ABI: Landkreis Anhalt-Bitterfeld; BK: Landkreis Börde; DE: Dessau-Roßlau (stad); HZ: Landkreis Harz; JL: Landkreis Jerichower Land; MD: Maagdenburg (stad); MSH: Landkreis Mansfeld-Südharz; SAW: Altmarkkreis Salzwedel; SDL: Landkreis Stendal; SK: Saalekreis; SLK: Salzlandkreis
- Type: verschillende typen
  - Urdolmen: kleine vierkante of rechthoekige grafkamer met vier draagstenen en één deksteen, met of zonder toegang.
  - Rechteckdolmen of Erweiterter Dolmen: rechthoekige grafkamer met minstens vier draagstenen aan de lange zijde, twee dekstenen en een toegang aan de korte zijde.
  - Großdolmen: rechthoekige grafkamer met minstens zes draagstenen aan de lange zijde, drie dekstenen en een toegang aan de korte zijde
  - Polygonaldolmen: een polygonaal hunebed
  - Kammerloses Hünenbett: langwerpig bouwwerk met rechthoekige of trapeziumvormige grafheuvel en met een stenen en houten ombouwing en met een steenkist of graf in plaats van een megalitische grafkamer.
  - ganggraf (Ganggrab): rechthoekige, trapeziumvormige of veelhoekige grafkamer met minstens drie draagsteenparen aan de lange zijden en een toegang aan een lange zijde.
  - Eingesenktes Kammergrab: op de West-Europese Galeriegrab teruggrijpende, in de bodem ingegraven, rechthoekige grafkamer met toegang tot een voorruimte aan de korte zijde
  - steenkist (Steinkiste): kleine ingegraven of onderaardse submegalitische grafkamer met vier draagstenen en een deksteen, zonder toegang
  - Mauerkammergrab: meestal ingegraven niet-megalitische grafkamer uit stapelmuur

### Behouden graven
| Naam                                                              | Plaats                                             | Landkreis | Type                                  | Opmerkingen                                                                                 | Afbeelding                                                                                                   |
| ----------------------------------------------------------------- | -------------------------------------------------- | --------- | ------------------------------------- | ------------------------------------------------------------------------------------------- | --- |
| Großsteingrab Bebertal I 2                                        | Hohe Börde, OT Bebertal                            | BK        | Großdolmen of Ganggrab                |                                                                                             | |
| Großsteingrab Bebertal I 3                                        | Hohe Börde, OT Bebertal                            | BK        | vermoedelijk Ganggrab                 |                                                                                             | |
| Großsteingrab Bebertal I 4                                        | Hohe Börde, OT Bebertal                            | BK        | Ganggrab                              |                                                                                             | |
| Großsteingrab Bebertal I 5                                        | Hohe Börde, OT Bebertal                            | BK        | Großdolmen of Ganggrab                |                                                                                             | |
| Großsteingrab Bebertal I 6                                        | Hohe Börde, OT Bebertal                            | BK        | onbekend                              |                                                                                             | |
| Großsteingrab Bebertal I 7                                        | Hohe Börde, OT Bebertal                            | BK        | onbekend                              |                                                                                             | |
| Großsteingrab Bebertal I 8                                        | Hohe Börde, OT Bebertal                            | BK        | onbekend                              |                                                                                             | |
| Großsteingrab Bebertal I 9                                        | Hohe Börde, OT Bebertal                            | BK        | onbekend                              |                                                                                             | |
| Großsteingrab Bebertal I 10                                       | Hohe Börde, OT Bebertal                            | BK        | Ganggrab                              | Afgraving 1968                                                                              | |
| Großsteingrab Bebertal I 11                                       | Hohe Börde, OT Bebertal                            | BK        | onbekend                              |                                                                                             | |
| Großsteingrab Bebertal I 12                                       | Hohe Börde, OT Bebertal                            | BK        | Großdolmen of Ganggrab                |                                                                                             | |
| Großsteingrab Bebertal I 13                                       | Hohe Börde, OT Bebertal                            | BK        | Großdolmen of Ganggrab                |                                                                                             | |
| Großsteingrab Bebertal I 14                                       | Hohe Börde, OT Bebertal                            | BK        | onbekend                              |                                                                                             | |
| Großsteingrab Bebertal I 15                                       | Hohe Börde, OT Bebertal                            | BK        | onbekend                              |                                                                                             | |
| Großsteingrab Bebertal I 16                                       | Hohe Börde, OT Bebertal                            | BK        | onbekend                              |                                                                                             | |
| Großsteingrab Bebertal I 17                                       | Hohe Börde, OT Bebertal                            | BK        | Großdolmen of Ganggrab                |                                                                                             | |
| Großsteingrab Bebertal I 18                                       | Hohe Börde, OT Bebertal                            | BK        | Großdolmen of Ganggrab                |                                                                                             | |
| Großsteingrab Bebertal I 19                                       | Hohe Börde, OT Bebertal                            | BK        | onbekend                              |                                                                                             | |
| Großsteingrab Bebertal I 21                                       | Hohe Börde, OT Bebertal                            | BK        | onbekend                              |                                                                                             | |
| Großsteingrab Bebertal I 22                                       | Hohe Börde, OT Bebertal                            | BK        | vermoedelijk eingesenktes Kammergrab  |                                                                                             | |
| Großsteingrab Bebertal I 23                                       | Hohe Börde, OT Bebertal                            | BK        | vermoedelijk eingesenktes Kammergrab  |                                                                                             | |
| Großsteingrab Bebertal I 24                                       | Hohe Börde, OT Bebertal                            | BK        | onbekend (vermoedelijk Großsteingrab) |                                                                                             | |
| Großsteingrab Bebertal I 25                                       | Hohe Börde, OT Bebertal                            | BK        | onbekend                              |                                                                                             | |
| Großsteingrab Bebertal I 26                                       | Hohe Börde, OT Bebertal                            | BK        | vermoedelijk eingesenktes Kammergrab  |                                                                                             | |
| Großsteingrab Bebertal I 27                                       | Hohe Börde, OT Bebertal                            | BK        | onbekend                              |                                                                                             | |
| Großsteingrab Bebertal I 28                                       | Hohe Börde, OT Bebertal                            | BK        | onbekend                              |                                                                                             | |
| Großsteingrab Bebertal I 29                                       | Hohe Börde, OT Bebertal                            | BK        | Ganggrab                              | Afgraving 1968                                                                              | |
| Großsteingrab Bebertal I 30                                       | Hohe Börde, OT Bebertal                            | BK        | onbekend                              |                                                                                             | |
| Großsteingrab Bebertal I 31                                       | Hohe Börde, OT Bebertal                            | BK        | onbekend                              |                                                                                             | |
| Großsteingrab Bebertal I 32                                       | Hohe Börde, OT Bebertal                            | BK        | Großdolmen of Ganggrab                |                                                                                             | |
| Großsteingrab Bebertal I 35                                       | Hohe Börde, OT Bebertal                            | BK        | onbekend                              |                                                                                             | |
| Großsteingrab Bebertal I 36                                       | Hohe Börde, OT Bebertal                            | BK        | onbekend                              |                                                                                             | |
| Großsteingrab Bebertal I 39                                       | Hohe Börde, OT Bebertal                            | BK        | vermoedelijk eingesenktes Kammergrab  | Afgraving 1967                                                                              | |
| Großsteingrab Bebertal I 41                                       | Hohe Börde, OT Bebertal                            | BK        | onbekend                              |                                                                                             | |
| Großsteingrab Bebertal I 42                                       | Hohe Börde, OT Bebertal                            | BK        | onbekend                              | Afgraving 1966                                                                              | |
| Großsteingrab Bebertal I 43                                       | Hohe Börde, OT Bebertal                            | BK        | onbekend                              |                                                                                             | |
| Großsteingrab Bebertal I 47                                       | Hohe Börde, OT Bebertal                            | BK        | onbekend                              |                                                                                             | |
| Großsteingrab Bebertal I 48                                       | Hohe Börde, OT Bebertal                            | BK        | onbekend                              |                                                                                             | |
| Großsteingrab Bebertal II 1a („Das Königsgrab“)                   | Hohe Börde, OT Bebertal                            | BK        | Ganggrab                              | met Grab Bebertal II 1b in één hunebed                                                      | |
| Großsteingrab Bebertal II 1b („Das Königsgrab“)                   | Hohe Börde, OT Bebertal                            | BK        | vermoedelijk erweiterter Dolmen       | met Grab Bebertal II 1a in één hunebed                                                      | |
| Großsteingrab Bebertal II 3                                       | Hohe Börde, OT Bebertal                            | BK        | onbekend                              |                                                                                             | |
| Großsteingrab Bebertal II 6                                       | Hohe Börde, OT Bebertal                            | BK        | Großdolmen of Ganggrab                |                                                                                             | |
| Großsteingrab Bebertal II 7                                       | Hohe Börde, OT Bebertal                            | BK        | onbekend                              |                                                                                             | |
| Großsteingrab Beesewege                                           | Bismark, Ortschaft Hohenwulsch, OT Beesewege       | SDL       | Großdolmen                            |                                                                                             | |
| Großsteingrab Bierstedt 1                                         | Rohrberg, OT Bierstedt                             | SAW       | Großdolmen                            | Afgravingen 1728, onduidelijk welk graf                                                     | Großsteingrab Bierstedt                                                                                      |
| Großsteingrab Bornsen 1                                           | Jübar, OT Bornsen                                  | SAW       | Großdolmen                            |                                                                                             | Großsteingrab Bornsen 1                                                                                      |
| Großsteingrab Bornsen 2                                           | Jübar, OT Bornsen                                  | SAW       | Großdolmen                            |                                                                                             | Großsteingrab Bornsen 2                                                                                      |
| Großsteingrab Bretsch 1                                           | Altmärkische Höhe, OT Bretsch                      | SDL       | Großdolmen                            | Afgraving 1838                                                                              | |
| Großsteingrab Bretsch 2 („Dornröschengrab“)                       | Altmärkische Höhe, OT Bretsch                      | SDL       | Großdolmen                            |                                                                                             | |
| Großsteingrab Bretsch 3                                           | Altmärkische Höhe, OT Bretsch                      | SDL       | Großdolmen                            | Afgraving 1748                                                                              | |
| Großsteingrab Bülitz                                              | Bismark, Ortschaft Grassau, OT Bülitz              | SDL       | Großdolmen                            |                                                                                             | |
| Großsteingrab Diesdorf 1                                          | Diesdorf                                           | SAW       | Großdolmen                            |                                                                                             | Großsteingrab Diesdorf 1                                                                                     |
| Großsteingrab Diesdorf 2                                          | Diesdorf                                           | SAW       | Ganggrab                              |                                                                                             | Großsteingrab Diesdorf 2                                                                                     |
| Großsteingrab Diesdorf 3                                          | Diesdorf                                           | SAW       | Großdolmen                            |                                                                                             | Großsteingrab Diesdorf 2                                                                                     |
| Großsteingrab Drebenstedt                                         | Jübar, OT Drebenstedt                              | SAW       | Großdolmen                            |                                                                                             | Großsteingrab Drebenstedt                                                                                    |
| Großsteingrab Drosa („Teufelskeller“)                             | Osternienburger Land, OT Drosa                     | ABI       | Ganggrab                              | Afgraving 1904, volgens volksverhalen zou Nero Claudius Drusus zijn begraven in dit hunebed | Großsteingrab Drosa                                                                                          |
| Großsteingrab Emden 2                                             | Altenhausen, OT Emden                              | BK        | onbekend                              |                                                                                             | |
| Großsteingrab Emden 6                                             | Altenhausen, OT Emden                              | BK        | onbekend                              |                                                                                             | |
| Großsteingrab Emden 7                                             | Altenhausen, OT Emden                              | BK        | onbekend                              |                                                                                             | |
| Großsteingrab Erxleben („Heidenkrippe“)                           | Erxleben                                           | BK        | onbekend                              |                                                                                             | |
| Hünenbett Gehrden                                                 | Zerbst/Anhalt, OT Gehrden                          | ABI       | kammerloses Hünenbett                 |                                                                                             | Hünenbett Gehrden                                                                                            |
| Großsteingrab Grabow (Großsteingrab Friedensau)                   | Möckern, OT Friedensau                             | JL        | onbekend                              |                                                                                             | |
| Großsteingrab Grimschleben 1 („Heringsberg“)                      | Nienburg, OT Grimschleben                          | SLK       | Großdolmen                            |                                                                                             | |
| Großsteingrab Grimschleben 2 („Bierberg“)                         | Nienburg, OT Grimschleben                          | SLK       | Ganggrab                              |                                                                                             | Großsteingrab Grimschleben 2                                                                                 |
| Großsteingrab Groß Bartensleben                                   | Erxleben, Ortschaft Groß Bartensleben              | BK        | vermoedelijk Großsteingrab            |                                                                                             | |
| Großer Silberberg                                                 | Magdeburg, Stadtteil Großer Silberberg             | MD        | onbekend                              |                                                                                             | Großsteingrab Großer Silberberg                                                                              |
| Großsteingrab Haldensleben I 9                                    | Haldensleben                                       | BK        | onbekend                              |                                                                                             | |
| Großsteingrab Haldensleben I 10                                   | Haldensleben                                       | BK        | onbekend                              |                                                                                             | |
| Großsteingrab Haldensleben I 11                                   | Haldensleben                                       | BK        | onbekend                              |                                                                                             | |
| Großsteingrab Haldensleben I 12                                   | Haldensleben                                       | BK        | onbekend                              |                                                                                             | |
| Großsteingrab Haldensleben II 2                                   | Haldensleben                                       | BK        | onbekend                              |                                                                                             | |
| Großsteingrab Haldensleben II 3 („Teufelsküche“)                  | Haldensleben                                       | BK        | vermoedelijk Großdolmen               |                                                                                             | Großsteingrab Haldensleben II 3                                                                              |
| Großsteingrab Haldensleben II 4                                   | Haldensleben                                       | BK        | onbekend                              |                                                                                             | |
| Großsteingrab Haldensleben II 5a                                  | Haldensleben                                       | BK        | onbekend                              |                                                                                             | |
| Großsteingrab Haldensleben II 5b                                  | Haldensleben                                       | BK        | onbekend                              |                                                                                             | |
| Großsteingrab Haldensleben II 6                                   | Haldensleben                                       | BK        | onbekend                              |                                                                                             | |
| Großsteingrab Haldensleben II 7                                   | Haldensleben                                       | BK        | Großdolmen of Ganggrab                |                                                                                             | |
| Großsteingrab Haldensleben II 8                                   | Haldensleben                                       | BK        | Großdolmen of Ganggrab                |                                                                                             | |
| Großsteingrab Haldensleben II 9                                   | Haldensleben                                       | BK        | onbekend                              |                                                                                             | |
| Großsteingrab Haldensleben II 10                                  | Haldensleben                                       | BK        | Großdolmen of Ganggrab                |                                                                                             | |
| Großsteingrab Haldensleben II 11                                  | Haldensleben                                       | BK        | onbekend                              |                                                                                             | |
| Großsteingrab Haldensleben II 12                                  | Haldensleben                                       | BK        | Großdolmen of Ganggrab                |                                                                                             | |
| Großsteingrab Haldensleben II 13b                                 | Haldensleben                                       | BK        | onbekend                              | in ezelfde heuvel als het vernietigde Grab Haldensleben II 13a en eventueel nog meer graven | |
| Großsteingrab Haldensleben II 14                                  | Haldensleben                                       | BK        | Großdolmen of Ganggrab                |                                                                                             | |
| Großsteingrab Haldensleben II 15                                  | Haldensleben                                       | BK        | Großdolmen of Ganggrab                |                                                                                             | |
| Großsteingrab Haldensleben II 16                                  | Haldensleben                                       | BK        | Großdolmen of Ganggrab                |                                                                                             | |
| Großsteingrab Haldensleben II 17                                  | Haldensleben                                       | BK        | Ganggrab                              |                                                                                             | |
| Großsteingrab Haldensleben II 18                                  | Haldensleben                                       | BK        | Großdolmen of Ganggrab                |                                                                                             | |
| Großsteingrab Haldensleben II 19                                  | Haldensleben                                       | BK        | vermoedelijk Ganggrab                 |                                                                                             | |
| Großsteingrab Haldensleben II 20                                  | Haldensleben                                       | BK        | onbekend                              |                                                                                             | |
| Großsteingrab Haldensleben II 22                                  | Haldensleben                                       | BK        | onbekend                              |                                                                                             | |
| Großsteingrab Haldensleben II 23                                  | Haldensleben                                       | BK        | onbekend                              |                                                                                             | |
| Großsteingrab Haldensleben II 24                                  | Haldensleben                                       | BK        | onbekend                              |                                                                                             | |
| Großsteingrab Haldensleben II 25                                  | Haldensleben                                       | BK        | onbekend                              |                                                                                             | |
| Großsteingrab Haldensleben II 26                                  | Haldensleben                                       | BK        | onbekend                              |                                                                                             | |
| Großsteingrab Haldensleben II 27a                                 | Haldensleben                                       | BK        | onbekend                              |                                                                                             | |
| Großsteingrab Haldensleben II 27b                                 | Haldensleben                                       | BK        | onbekend                              |                                                                                             | |
| Großsteingrab Haldensleben II 28                                  | Haldensleben                                       | BK        | onbekend                              |                                                                                             | |
| Großsteingrab Haldensleben II 29                                  | Haldensleben                                       | BK        | onbekend                              |                                                                                             | |
| Großsteingrab Harbke 3                                            | Harbke                                             | BK        | onbekend                              |                                                                                             | |
| Großsteingrab Harbke 4                                            | Harbke                                             | BK        | onbekend (vermoedelijk Großsteingrab) |                                                                                             | |
| Großsteingrab Harbke 7                                            | Harbke                                             | BK        | onbekend                              |                                                                                             | |
| Großsteingrab Harbke 8                                            | Harbke                                             | BK        | onbekend (vermoedelijk Großsteingrab) |                                                                                             | |
| Großsteingrab Harbke 9                                            | Harbke                                             | BK        | onbekend                              |                                                                                             | |
| Großsteingrab Harbke 10                                           | Harbke                                             | BK        | onbekend (vermoedelijk Großsteingrab) |                                                                                             | |
| Großsteingrab Harbke 11                                           | Harbke                                             | BK        | onbekend                              |                                                                                             | |
| Großsteingrab Hohenwulsch-Friedrichsfleiß (Großsteingrab Grassau) | Bismark, Ortschaft Hohenwulsch, OT Friedrichsfleiß | SDL       | Großdolmen                            |                                                                                             | |
| Großsteingrab Hundisburg I 2                                      | Haldensleben, OT Hundisburg                        | BK        | Ganggrab                              | Afgraving 2010                                                                              | |
| Großsteingrab Hundisburg I 3                                      | Haldensleben, OT Hundisburg                        | BK        | onbekend                              |                                                                                             | |
| Großsteingrab Hundisburg I 4                                      | Haldensleben, OT Hundisburg                        | BK        | Großdolmen of Ganggrab                |                                                                                             | |
| Großsteingrab Hundisburg I 5                                      | Haldensleben, OT Hundisburg                        | BK        | Großdolmen of Ganggrab                |                                                                                             | |
| Großsteingrab Hundisburg I 6                                      | Haldensleben, OT Hundisburg                        | BK        | onbekend                              |                                                                                             | |
| Großsteingrab Hundisburg I 7                                      | Haldensleben, OT Hundisburg                        | BK        | onbekend                              |                                                                                             | |
| Großsteingrab Hundisburg I 10                                     | Haldensleben, OT Hundisburg                        | BK        | eingesenktes Kammergrab               |                                                                                             | |
| Großsteingrab Hundisburg I 19                                     | Haldensleben, OT Hundisburg                        | BK        | onbekend                              |                                                                                             | |
| Großsteingrab Hundisburg I 20                                     | Haldensleben, OT Hundisburg                        | BK        | onbekend                              |                                                                                             | |
| Großsteingrab Immekath 1                                          | Klötze, Ortschaft Immekath                         | SAW       | Großdolmen                            |                                                                                             | |
| Großsteingrab Immekath 2                                          | Klötze, Ortschaft Immekath                         | SAW       | Großdolmen                            |                                                                                             | |
| Großsteingrab Kläden                                              | Bismark, OT Kläden                                 | SDL       | Großdolmen                            | Afgraving 1838                                                                              | |
| Großsteingrab Körbelitz („Hoher Stein“)                           | Einheitsgemeinde Möser, Ortschaft Körbelitz        | JL        | onbekend                              |                                                                                             | Großsteingrab Körbelitz                                                                                      |
| Großsteingrab Langeneichstädt                                     | Mücheln, OT Langeneichstädt                        | SK        | eingesenktes Kammergrab               | verbonden met een menhir                                                                    | Großsteingrab Langeneichstädt                                                                                |
| Großsteingrab Latdorf („Steinere Hütte“)                          | Nienburg, OT Latdorf                               | SLK       | vermoedelijk Großdolmen               |                                                                                             | Großsteingrab Latdorf                                                                                        |
| Großsteingrab Leetze 1                                            | Kuhfelde, OT Leetze                                | SAW       | Großdolmen                            | Afgraving 1938                                                                              | Großsteingrab Leetze 1                                                                                       |
| Großsteingrab Leetze 2                                            | Kuhfelde, OT Leetze                                | SAW       | Großdolmen                            |                                                                                             | Großsteingrab Leetze 2                                                                                       |
| Großsteingrab Leetze 3                                            | Kuhfelde, OT Leetze                                | SAW       | Großdolmen                            |                                                                                             | Großsteingrab Leetze 3                                                                                       |
| Großsteingrab Leetze 4                                            | Kuhfelde, OT Leetze                                | SAW       | Großdolmen                            | Afgraving 1938                                                                              | Großsteingrab Leetze 4                                                                                       |
| Großsteingrab Leetze 5                                            | Kuhfelde, OT Leetze                                | SAW       | Großdolmen                            |                                                                                             | Großsteingrab Leetze 5                                                                                       |
| Großsteingrab Leetze 6                                            | Kuhfelde, OT Leetze                                | SAW       | Ganggrab                              | Afgraving 1939                                                                              | Großsteingrab Leetze 6                                                                                       |
| Großsteingrab Leetze 7                                            | Kuhfelde, OT Leetze                                | SAW       | Ganggrab                              |                                                                                             | Großsteingrab Leetze 7                                                                                       |
| Großsteingrab Leetze 8                                            | Kuhfelde, OT Leetze                                | SAW       | Ganggrab                              |                                                                                             | Großsteingrab Leetze 8                                                                                       |
| Großsteingrab Lindstedt                                           | Gardelegen, OT Lindstedt                           | SAW       | onbekend (Urdolmen?)                  | Bislang nur in die Bodendenkmalliste aufgenommen, aber nicht in Literatur beschrieben       | |
| Großsteingrab Lüdelsen 1                                          | Jübar, OT Lüdelsen                                 | SAW       | Polygonaldolmen                       |                                                                                             | Großsteingrab Lüdelsen 1                                                                                     |
| Großsteingrab Lüdelsen 2                                          | Jübar, OT Lüdelsen                                 | SAW       | Großdolmen                            |                                                                                             | Großsteingrab Lüdelsen 2                                                                                     |
| Großsteingrab Lüdelsen 3                                          | Jübar, OT Lüdelsen                                 | SAW       | Großdolmen                            | Afgraving 2007                                                                              | Großsteingrab Lüdelsen 3                                                                                     |
| Großsteingrab Lüdelsen 4                                          | Jübar, OT Lüdelsen                                 | SAW       | Großdolmen                            |                                                                                             | Großsteingrab Lüdelsen 4                                                                                     |
| Großsteingrab Lüdelsen 5                                          | Jübar, OT Lüdelsen                                 | SAW       | Großdolmen                            |                                                                                             | Großsteingrab Lüdelsen 5                                                                                     |
| Großsteingrab Lüdelsen 6 („Königsgrab“)                           | Jübar, OT Lüdelsen                                 | SAW       | Ganggrab                              | Afgraving 2009–2010                                                                         | Großsteingrab Lüdelsen 6                                                                                     |
| Großsteingrab Lüge                                                | Arendsee (Altmark), OT Lüge                        | SAW       | Großdolmen                            |                                                                                             | Die megalithischen Gräber (Steinkammergräber) Deutschlands. I. Altmark. In: Zeitschrift für Ethnologie, 1893 |
| Großsteingrab Lütnitz                                             | Möckern, Stadtteil Lütnitz                         | JL        | Ganggrab                              | Afgraving 1928                                                                              | |
| Großsteingrab Marienborn 1                                        | Sommersdorf, OT Marienborn                         | BK        | onbekend                              | nog slechts drie dekstenen zichtbaar, de rest in de bodem                                   | Großsteingrab Marienborn 1                                                                                   |
| Großsteingrab Marienborn 2                                        | Sommersdorf, OT Marienborn                         | BK        | onbekend                              | Afgraving 1937                                                                              | |
| Großsteingrab Marienborn 3                                        | Sommersdorf, OT Marienborn                         | BK        | onbekend (vermoedelijk Großsteingrab) |                                                                                             | |
| Großsteingrab Marienborn 4                                        | Sommersdorf, OT Marienborn                         | BK        | onbekend                              |                                                                                             | |
| Großsteingrab Marienborn 5                                        | Sommersdorf, OT Marienborn                         | BK        | onbekend                              |                                                                                             | |
| Großsteingrab Marienborn 7                                        | Sommersdorf, OT Marienborn                         | BK        | Großdolmen of Ganggrab                |                                                                                             | |
| Großsteingrab Marienborn 8                                        | Sommersdorf, OT Marienborn                         | BK        | onbekend                              |                                                                                             | |
| Großsteingrab Mehmke 2                                            | Diesdorf, OT Mehmke                                | SAW       | Großdolmen                            |                                                                                             | Großsteingrab Mehmke 2                                                                                       |
| Großsteingrab Mehmke 3                                            | Diesdorf, OT Mehmke                                | SAW       | onbekend                              |                                                                                             | Großsteingrab Mehmke 3                                                                                       |
| Großsteingrab Molmke                                              | Diesdorf, OT Molmke                                | SAW       | Großdolmen                            |                                                                                             | Großsteingrab Molmke                                                                                         |
| Großsteingrab Nesenitz                                            | Klötze, OT Nesenitz                                | SAW       | Großdolmen                            |                                                                                             | Großsteingrab Nesenitz                                                                                       |
| Großsteingrab Nettgau                                             | Jübar, OT Nettgau                                  | SAW       | Großdolmen                            |                                                                                             | Großsteingrab Nettgau                                                                                        |
| Großsteingrab Ristedt                                             | Kötze, OT Ristedt                                  | SAW       | onbekend                              | slechts één steen overgebleven, in 2007 wetenschappelijk gedocumenteerd                     | |
| Großsteingrab Schadewohl 1                                        | Diesdorf, OT Schadewohl                            | SAW       | Großdolmen                            |                                                                                             | Großsteingrab Schadewohl 1                                                                                   |
| Großsteingrab Schadewohl 2                                        | Diesdorf, OT Schadewohl                            | SAW       | Großdolmen                            |                                                                                             | Großsteingrab Schadewohl 2                                                                                   |
| Großsteingrab Schadewohl 3                                        | Diesdorf, OT Schadewohl                            | SAW       | Großdolmen                            |                                                                                             | Großsteingrab Schadewohl 3                                                                                   |
| Großsteingrab Schortewitz („Heidenberg“)                          | Zörbig, Ortschaft Schortewitz                      | ABI       | Großdolmen of Ganggrab                | Afgraving 1913                                                                              | Großsteingrab Schortewitz                                                                                    |
| Großsteingrab Steinfeld                                           | Bismark, OT Steinfeld                              | SDL       | Großdolmen                            |                                                                                             | Großsteingrab Steinfeld (Foto uit 1937)                                                                      |
| Großsteingrab Stöckheim                                           | Rohrberg, OT Stöckheim                             | SAW       | Großdolmen                            |                                                                                             | Großsteingrab Stöckheim                                                                                      |
| Großsteingrab Süplingen 1                                         | Süplingen                                          | BK        | Großdolmen of Ganggrab                |                                                                                             | |
| Großsteingrab Süplingen 2                                         | Süplingen                                          | BK        | onbekend                              |                                                                                             | |
| Großsteingrab Süplingen 5                                         | Süplingen                                          | BK        | onbekend                              |                                                                                             | |
| Großsteingrab Tangeln 1                                           | Beetzendorf, OT Tangeln                            | SAW       | onbekend                              |                                                                                             | |
| Großsteingrab Tangeln 4                                           | Beetzendorf, OT Tangeln                            | SAW       | onbekend                              |                                                                                             | |
| Großsteingrab Tangeln 5                                           | Beetzendorf, OT Tangeln                            | SAW       | Großdolmen                            |                                                                                             | Großsteingrab Tangeln 5                                                                                      |
| Großsteingrab Tangeln 6                                           | Beetzendorf, OT Tangeln                            | SAW       | Großdolmen                            | Afgraving 1904                                                                              | |
| Großsteingrab Tangeln 7                                           | Beetzendorf, OT Tangeln                            | SAW       | erweiterter Dolmen                    |                                                                                             | |
| Großsteingrab Tangeln (Forst Gutstein)                            | Beetzendorf, OT Tangeln                            | SAW       | onbekend                              | door Bock/Fritsch/Mittag niet vermeld                                                       | |
| Großsteingrab Tangeln (neu)                                       | Beetzendorf, OT Tangeln                            | SAW       | onbekend                              | pas in 2006 ontdekt                                                                         | |
| Großsteingrab Winterfeld                                          | Apenburg-Winterfeld, OT Winterfeld                 | SAW       | Ganggrab                              |                                                                                             | Großsteingrab Winterfeld                                                                                     |
| Großsteingrab Wulfen („Hoher Berg“)                               | Osternienburger Land, OT Wulfen                    | ABI       | Ganggrab                              | Afgraving 1912                                                                              | Großsteingrab Wulfen                                                                                         |

### Vernietigde graven
| Naam                                                 | Plaats                                                 | Landkreis | Type                                       | Opmerkingen | Afbeelding                       |
| ---------------------------------------------------- | ------------------------------------------------------ | --------- | ------------------------------------------ | --- | -------------------------------- |
| Großsteingrab Ahlum 1                                | Rohrberg, OT Ahlum                                     | SAW       | vermoedelijk Ganggrab                      | |                                  |
| Großsteingrab Ahlum 2                                | Rohrberg, OT Ahlum                                     | SAW       | vermoedelijk Ganggrab                      | |                                  |
| Großsteingrab Ahlum 3a                               | Rohrberg, OT Ahlum                                     | SAW       | vermoedelijk Großdolmen                    | met Grab Ahlum 3 in één hunebed |                                  |
| Großsteingrab Ahlum 3b                               | Rohrberg, OT Ahlum                                     | SAW       | vermoedelijk Großdolmen                    | met Grab Ahlum 2 in één hunebed |                                  |
| Großsteingrab Ahlum 4                                | Rohrberg, OT Ahlum                                     | SAW       | onbekend                                   | |                                  |
| Großsteingrab Ahlum 5                                | Rohrberg, OT Ahlum                                     | SAW       | vermoedelijk erweiterter Dolmen            | |                                  |
| Großsteingrab Ahlum 6                                | Rohrberg, OT Ahlum                                     | SAW       | onbekend                                   | |                                  |
| Großsteingrab Ahlum 7                                | Rohrberg, OT Ahlum                                     | SAW       | onbekend                                   | |                                  |
| Großsteingrab Ahlum 8                                | Rohrberg, OT Ahlum                                     | SAW       | onbekend                                   | |                                  |
| Großsteingrab Ahlum 9                                | Rohrberg, OT Ahlum                                     | SAW       | onbekend                                   | |                                  |
| Großsteingrab Baalberge                              | Bernburg, OT Baalberge                                 | SLK       | Urdolmen                                   | Afgraving 1901; samen met andere grafkamers in een grafheuvell van meerdere fasen | Schneiderberg                    |
| Großsteingrab Ballerstedt 1                          | Osterburg, OT Ballerstedt                              | SDL       | onbekend                                   | | Großsteingrab Ballerstedt 1      |
| Großsteingrab Ballerstedt 2                          | Osterburg, OT Ballerstedt                              | SDL       | Großdolmen of Ganggrab                     | | Großsteingrab Ballerstedt 2      |
| Großsteingrab Ballerstedt 3                          | Osterburg, OT Ballerstedt                              | SDL       | Großdolmen of Ganggrab                     | |                                  |
| Großsteingrab Bebertal I 1                           | Hohe Börde, OT Bebertal                                | BK        | onbekend                                   | |                                  |
| Großsteingrab Bebertal I 20                          | Hohe Börde, OT Bebertal                                | BK        | onbekend                                   | |                                  |
| Großsteingrab Bebertal I 33                          | Hohe Börde, OT Bebertal                                | BK        | onbekend (vermoedelijk Großsteingrab)      | |                                  |
| Großsteingrab Bebertal I 34                          | Hohe Börde, OT Bebertal                                | BK        | onbekend (vermoedelijk Großsteingrab)      | |                                  |
| Großsteingrab Bebertal I 37                          | Hohe Börde, OT Bebertal                                | BK        | onbekend                                   | |                                  |
| Großsteingrab Bebertal I 38                          | Hohe Börde, OT Bebertal                                | BK        | onbekend                                   | |                                  |
| Großsteingrab Bebertal I 40                          | Hohe Börde, OT Bebertal                                | BK        | onbekend                                   | |                                  |
| Großsteingrab Bebertal I 44                          | Hohe Börde, OT Bebertal                                | BK        | onbekend                                   | |                                  |
| Großsteingrab Bebertal I 45                          | Hohe Börde, OT Bebertal                                | BK        | onbekend                                   | |                                  |
| Großsteingrab Bebertal I 46                          | Hohe Börde, OT Bebertal                                | BK        | onbekend                                   | |                                  |
| Großsteingrab Bebertal II 2                          | Hohe Börde, OT Bebertal                                | BK        | Ganggrab                                   | Afgraving 1935 |                                  |
| Großsteingrab Bebertal II 4                          | Hohe Börde, OT Bebertal                                | BK        | Ganggrab                                   | Afgraving 1958 |                                  |
| Großsteingrab Bebertal II 5                          | Hohe Börde, OT Bebertal                                | BK        | Ganggrab                                   | Afgraving 1958 |                                  |
| Großsteingrab Bebertal II 8                          | Hohe Börde, OT Bebertal                                | BK        | onbekend                                   | Afgraving 1935 |                                  |
| Großsteingrab Bebertal II 9                          | Hohe Börde, OT Bebertal                                | BK        | onbekend                                   | |                                  |
| Großsteingrab Bebertal II 10                         | Hohe Börde, OT Bebertal                                | BK        | onbekend                                   | |                                  |
| Großsteingrab Bebertal II 11                         | Hohe Börde, OT Bebertal                                | BK        | onbekend                                   | |                                  |
| Großsteingrab Bebertal II 12                         | Hohe Börde, OT Bebertal                                | BK        | onbekend                                   | |                                  |
| Großsteingrab Bebertal II 13                         | Hohe Börde, OT Bebertal                                | BK        | onbekend                                   | |                                  |
| Großsteingrab Bebertal II 14                         | Hohe Börde, OT Bebertal                                | BK        | onbekend                                   | |                                  |
| Großsteingrab Bebertal II 15                         | Hohe Börde, OT Bebertal                                | BK        | onbekend                                   | |                                  |
| Großsteingrab Beesewege                              | Bismark, OT Beesewege                                  | SDL       | onbekend                                   | door Beier als nummer 1 genoemd, door Bock/Fritsch/Mittag wordt dit nummer gebruikt voor een behouden graf dat door Beier met nummer 2 vernoemd wordt                                                          |                                  |
| Großsteingrab Bellingen                              | Tangerhütte, OT Bellingen                              | SDL       | onbekend                                   | |                                  |
| Großsteingrab Benkendorf                             | Salzwedel, OT Benkendorf                               | SAW       | onbekend                                   | |                                  |
| Großsteingrab Bierstedt 1                            | Rohrberg, OT Bierstedt                                 | SAW       | Großdolmen of Ganggrab                     | |                                  |
| Großsteingrab Bierstedt 2                            | Rohrberg, OT Bierstedt                                 | SAW       | Großdolmen of erweiterter Dolmen           | |                                  |
| Großsteingrab Bierstedt 3                            | Rohrberg, OT Bierstedt                                 | SAW       | vermoedelijk Ganggrab                      | |                                  |
| Großsteingrab Bierstedt 4                            | Rohrberg, OT Bierstedt                                 | SAW       | onbekend                                   | |                                  |
| Großsteingrab Bierstedt 6                            | Rohrberg, OT Bierstedt                                 | SAW       | onbekend                                   | |                                  |
| Großsteingrab Bierstedt 7                            | Rohrberg, OT Bierstedt                                 | SAW       | onbekend                                   | |                                  |
| Großsteingrab Bierstedt 8                            | Rohrberg, OT Bierstedt                                 | SAW       | Großdolmen of Ganggrab                     | |                                  |
| Großsteingrab Bierstedt 9                            | Rohrberg, OT Bierstedt                                 | SAW       | vermoedelijk Ganggrab                      | |                                  |
| Großsteingrab Bierstedt 10                           | Rohrberg, OT Bierstedt                                 | SAW       | vermoedelijk Ganggrab                      | |                                  |
| Großsteingrab Bierstedt 11                           | Rohrberg, OT Bierstedt                                 | SAW       | onbekend                                   | |                                  |
| Großsteingrab Bierstedt 12                           | Rohrberg, OT Bierstedt                                 | SAW       | vermoedelijk Ganggrab                      | |                                  |
| Großsteingrab Bierstedt 13                           | Rohrberg, OT Bierstedt                                 | SAW       | erweiterter Dolmen of Großdolmen           | |                                  |
| Großsteingrab Bismark 1                              | Bismark                                                | SDL       | onbekend                                   | |                                  |
| Großsteingrab Blätz                                  | Burgstall, OT Blätz                                    | BK        | onbekend                                   | |                                  |
| Großsteingrab Bodendorf                              | Süplingen, OT Bodendorf                                | BK        | onbekend                                   | |                                  |
| Großsteingrab Bornsen                                | Jübar, OT Bornsen                                      | SAW       | onbekend                                   | door Beier met 2 aangeduid, door Bock/Fritsch/Mittag wordt dit nummer gebruikt voor een behouden graf dat door Beier met nummer 1 aangeduid wordt                                                              |                                  |
| Großsteingrab Bornsen 3                              | Jübar, OT Bornsen                                      | SAW       | vermoedelijk Ganggrab                      | |                                  |
| Großsteingrab Bornsen 5                              | Jübar, OT Bornsen                                      | SAW       | vermoedelijk Ganggrab                      | |                                  |
| Großsteingrab Bretsch 4                              | Altmärkische Höhe, OT Bretsch                          | SDL       | onbekend                                   | |                                  |
| Großsteingrab Bretsch 5                              | Altmärkische Höhe, OT Bretsch                          | SDL       | onbekend                                   | |                                  |
| Großsteingrab Bretsch 6                              | Altmärkische Höhe, OT Bretsch                          | SDL       | Erweiterter Dolmen of Großdolmen           | |                                  |
| Großsteingrab Bretsch 7                              | Altmärkische Höhe, OT Bretsch                          | SDL       | Großdolmen of Ganggrab                     | |                                  |
| Großsteingrab Bretsch 8                              | Altmärkische Höhe, OT Bretsch                          | SDL       | onbekend                                   | |                                  |
| Großsteingrab Büden                                  | Möckern, OT Büden                                      | JL        | vermoedelijk kammerloses Hünenbett         | |                                  |
| Großsteingrab Cröchern                               | Burgstall, OT Cröchern                                 | BK        | onbekend                                   | |                                  |
| Großsteingrab Dannigkow 1                            | Gommern, OT Dannigkow                                  | JL        | vermoedelijk kammerloses Hünenbett         | |                                  |
| Großsteingrab Dannigkow 2                            | Gommern, OT Dannigkow                                  | JL        | onbekend (vermoedelijk Großsteingrab)      | |                                  |
| Großsteingrab Dannigkow 3                            | Gommern, OT Dannigkow                                  | JL        | vermoedelijk kammerloses Hünenbett         | |                                  |
| Großsteingrab Dannigkow 4                            | Gommern, OT Dannigkow                                  | JL        | onbekend                                   | |                                  |
| Großsteingrab Dannigkow 5                            | Gommern, OT Dannigkow                                  | JL        | vermoedelijk kammerloses Hünenbett         | |                                  |
| Großsteingrab Dewitz 1                               | Altmärkische Höhe, OT Dewitz                           | SDL       | Großdolmen of Ganggrab                     | |                                  |
| Großsteingrab Dewitz 2                               | Altmärkische Höhe, OT Dewitz                           | SDL       | Großdolmen of Ganggrab                     | |                                  |
| Großsteingrab Diesdorf                               | Diesdorf                                               | SAW       | onbekend                                   | door Beier met het nummer 1 aangeduid, door Bock/Fritsch/Mittag wordt dit nummer gebruikt voor een behouden graf dat door Beier als 9 aangeduid wordt                                                          |                                  |
| Großsteingrab Diesdorf                               | Diesdorf                                               | SAW       | onbekend                                   | door Beier met het nummer 2 aangeduid, door Bock/Fritsch/Mittag wordt dit nummer gebruikt voor een behouden graf dat door Beier als 5 aangeduid wordt                                                          |                                  |
| Großsteingrab Diesdorf                               | Diesdorf                                               | SAW       | onbekend                                   | door Beier met het nummer 3 aangeduid, door Bock/Fritsch/Mittag wordt dit nummer gebruikt voor een behouden graf dat door Beier als 6 aangeduid wordt                                                          |                                  |
| Großsteingrab Diesdorf 4                             | Diesdorf                                               | SAW       | Großdolmen of Ganggrab                     | |                                  |
| Großsteingrab Diesdorf 7                             | Diesdorf                                               | SAW       | vermoedelijk Ganggrab                      | |                                  |
| Großsteingrab Diesdorf 8                             | Diesdorf                                               | SAW       | onbekend                                   | |                                  |
| Großsteingrab Diesdorf 10                            | Diesdorf                                               | SAW       | onbekend                                   | |                                  |
| Großsteingrab Dolchau                                | Kalbe (Milde), OT Dolchau                              | SAW       | Großdolmen of Ganggrab                     | | Großsteingrab Dolchau            |
| Großsteingrab Dolle                                  | Burgstall, OT Dolle                                    | BK        | onbekend (vermoedelijk Großsteingrab)      | |                                  |
| Großsteingrab Dornburg 2                             | Gommern, OT Dornburg                                   | JL        | onbekend                                   | |                                  |
| Großsteingrab Dornburg 3                             | Gommern, OT Dornburg                                   | JL        | vermoedelijk kammerloses Hünenbett         | |                                  |
| Großsteingrab Drebenstedt 2                          | Jübar, OT Drebenstedt                                  | SAW       | Großdolmen of Ganggrab                     | |                                  |
| Großsteingrab Drebenstedt 3                          | Jübar, OT Drebenstedt                                  | SAW       | onbekend                                   | |                                  |
| Großsteingrab Drebenstedt 4                          | Jübar, OT Drebenstedt                                  | SAW       | onbekend                                   | |                                  |
| Großsteingrab Drebenstedt 5                          | Jübar, OT Drebenstedt                                  | SAW       | onbekend                                   | |                                  |
| Großsteingrab Drosa 2                                | Osternienburger Land, OT Drosa                         | ABI       | onbekend                                   | |                                  |
| Großsteingrab Drosa 3                                | Osternienburger Land, OT Drosa                         | ABI       | onbekend                                   | |                                  |
| Großsteingrab Drosa 4 („Hunehof“)                    | Osternienburger Land, OT Drosa                         | ABI       | onbekend                                   | |                                  |
| Großsteingrab Drosa 5                                | Osternienburger Land, OT Drosa (Ankendorf)             | ABI       | onbekend (vermoedelijk Großsteingrab)      | |                                  |
| Großsteingrab Ebendorf                               | Barleben, OT Ebendorf; Magdeburg, Stadtteil Olvenstedt | BK, MD    | Ganggrab                                   | Afgraving 1836/37 | Großsteingrab Ebendorf           |
| Großsteingrab Emden 3                                | Altenhausen, OT Emden                                  | BK        | onbekend                                   | |                                  |
| Großsteingrab Emden 4                                | Altenhausen, OT Emden                                  | BK        | onbekend                                   | |                                  |
| Großsteingrab Emden 5                                | Altenhausen, OT Emden                                  | BK        | onbekend                                   | |                                  |
| Großsteingrab Ermsleben 1                            | Falkenstein/Harz, OT Ermsleben                         | HZ        | onbekend                                   | |                                  |
| Großsteingrab Ermsleben 2                            | Falkenstein/Harz, OT Ermsleben                         | HZ        | onbekend                                   | |                                  |
| Großsteingrab Flessau                                | Osterburg, OT Flessau                                  | SDL       | onbekend                                   | |                                  |
| Großsteingräber bei Friedeburg                       | Gerbstedt, OT Friedeburg                               | MSH       | Großsteingrab of Mauerkammergrab           | meerdere graven, onbekend aantal |                                  |
| Großsteingrab Gagel 1                                | Altmärkische Höhe, OT Gagel                            | SDL       | onbekend                                   | |                                  |
| Großsteingrab Gagel 2                                | Altmärkische Höhe, OT Gagel                            | SDL       | onbekend                                   | |                                  |
| Großsteingrab Garlipp                                | Bismark, OT Garlipp                                    | SDL       | onbekend                                   | | Großsteingrab Garlipp            |
| Großsteingrab Gehrden 2                              | Zerbst/Anhalt, OT Gehrden                              | ABI       | onbekend                                   | |                                  |
| Großsteingrab Gehrden 3                              | Zerbst/Anhalt, OT Gehrden                              | ABI       | onbekend                                   | |                                  |
| Großsteingrab Gerbitz                                | Nienburg, OT Gerbitz                                   | SLK       | onbekend (vermoedelijk Großsteingrab)      | |                                  |
| Großsteingrab Gimritz 1                              | Wettin-Löbejün, OT Gimritz                             | SK        | vermoedelijk Urdolmen                      | |                                  |
| Großsteingrab Gimritz 2                              | Wettin-Löbejün, OT Gimritz                             | SK        | onbekend                                   | |                                  |
| Großsteingrab Gimritz 3                              | Wettin-Löbejün, OT Gimritz                             | SK        | onbekend                                   | |                                  |
| Großsteingrab Grassau 1                              | Bismark, OT Grassau                                    | SDL       | onbekend                                   | |                                  |
| Großsteingrab Grassau 2                              | Bismark, OT Grassau                                    | SDL       | onbekend                                   | |                                  |
| Großsteingrab Grassau 3                              | Bismark, OT Grassau (Schmoor)                          | SDL       | onbekend                                   | |                                  |
| Großsteingrab Gröna                                  | Bernburg, OT Gröna                                     | SLK       | vermoedelijk Ganggrab                      | |                                  |
| Großsteingrab Großpaschleben                         | Osternienburger Land, OT Großpaschleben                | ABI       | onbekend                                   | |                                  |
| Großsteingrab Kleiner Silberberg                     | Magdeburg, Stadtteil Großer Silberberg                 | MD        | onbekend                                   | dekheuvel nog aanwezig, de grafkamer werd in de negentiende eeuw vernietigd | Großsteingrab Kleiner Silberberg |
| Großsteingrab Gütz                                   | Landsberg, OT Gütz                                     | SK        | Großsteingrab of Steinkiste                | |                                  |
| Großsteingrab Haldensleben I 2                       | Haldensleben                                           | BK        | onbekend                                   | |                                  |
| Großsteingrab Haldensleben I 3                       | Haldensleben                                           | BK        | onbekend                                   | |                                  |
| Großsteingrab Haldensleben I 4                       | Haldensleben                                           | BK        | onbekend                                   | |                                  |
| Großsteingrab Haldensleben I 5                       | Haldensleben                                           | BK        | onbekend                                   | |                                  |
| Großsteingrab Haldensleben I 6                       | Haldensleben                                           | BK        | onbekend                                   | |                                  |
| Großsteingrab Haldensleben I 7                       | Haldensleben                                           | BK        | onbekend                                   | |                                  |
| Großsteingrab Haldensleben I 8                       | Haldensleben                                           | BK        | onbekend                                   | |                                  |
| Großsteingrab Haldensleben I 13                      | Haldensleben                                           | BK        | onbekend                                   | |                                  |
| Großsteingrab Haldensleben II 1                      | Haldensleben                                           | BK        | onbekend                                   | |                                  |
| Großsteingrab Haldensleben II 13a                    | Haldensleben                                           | BK        | onbekend                                   | |                                  |
| Großsteingrab Haldensleben II 21                     | Haldensleben                                           | BK        | onbekend                                   | |                                  |
| Großsteingrab Harbke 1                               | Harbke                                                 | BK        | onbekend                                   | |                                  |
| Großsteingrab Harbke 2                               | Harbke                                                 | BK        | onbekend                                   | |                                  |
| Großsteingrab Harbke 5                               | Harbke                                                 | BK        | onbekend                                   | |                                  |
| Großsteingrab Harbke 6                               | Harbke                                                 | BK        | onbekend                                   | |                                  |
| Großsteingrab Hassel                                 | Hassel                                                 | SDL       | vermoedelijk Ganggrab                      | | Großsteingrab Hassel             |
| Großsteingrab Höwisch                                | Arendsee, OT Höwisch                                   | SAW       | vermoedelijk Großdolmen                    | |                                  |
| Großsteingrab Hundisburg 1                           | Haldensleben, OT Hundisburg                            | BK        | onbekend                                   | |                                  |
| Großsteingrab Hundisburg 8                           | Haldensleben, OT Hundisburg                            | BK        | onbekend                                   | |                                  |
| Großsteingrab Hundisburg 9                           | Haldensleben, OT Hundisburg                            | BK        | Großdolmen of Ganggrab                     | |                                  |
| Großsteingrab Hundisburg 11                          | Haldensleben, OT Hundisburg                            | BK        | onbekend                                   | |                                  |
| Großsteingrab Hundisburg 12                          | Haldensleben, OT Hundisburg                            | BK        | onbekend                                   | |                                  |
| Großsteingrab Hundisburg 13                          | Haldensleben, OT Hundisburg                            | BK        | onbekend                                   | |                                  |
| Großsteingrab Hundisburg 14                          | Haldensleben, OT Hundisburg                            | BK        | onbekend                                   | |                                  |
| Großsteingrab Hundisburg 15                          | Haldensleben, OT Hundisburg                            | BK        | onbekend                                   | |                                  |
| Großsteingrab Hundisburg 16                          | Haldensleben, OT Hundisburg                            | BK        | onbekend                                   | |                                  |
| Großsteingrab Hundisburg 17                          | Haldensleben, OT Hundisburg                            | BK        | onbekend                                   | |                                  |
| Großsteingrab Hundisburg 18                          | Haldensleben, OT Hundisburg                            | BK        | onbekend                                   | |                                  |
| Großsteingrab Hundisburg 21                          | Haldensleben, OT Hundisburg                            | BK        | vermoedelijk Ganggrab                      | |                                  |
| Großsteingrab Ilberstedt                             | Ilberstedt                                             | SLK       | onbekend (vermoedelijk Großsteingrab)      | |                                  |
| Großsteingrab Immekath 3                             | Klötze, Ortschaft Immekath                             | SAW       | vermoedelijk Großdolmen                    | |                                  |
| Großsteingrab Immekath 4                             | Klötze, Ortschaft Immekath                             | SAW       | onbekend                                   | |                                  |
| Großsteingrab Immekath 5                             | Klötze, Ortschaft Immekath                             | SAW       | onbekend                                   | |                                  |
| Großsteingrab Immekath 6                             | Klötze, Ortschaft Immekath                             | SAW       | Großdolmen of Ganggrab                     | |                                  |
| Großsteingrab Jeggeleben 1                           | Kalbe (Milde), OT Jeggeleben                           | SAW       | Großdolmen of Ganggrab                     | |                                  |
| Großsteingrab Jeggeleben 2                           | Kalbe (Milde), OT Jeggeleben                           | SAW       | onbekend                                   | |                                  |
| Großsteingrab Jeggeleben 3                           | Kalbe (Milde), OT Jeggeleben                           | SAW       | onbekend                                   | |                                  |
| Großsteingrab Jeggeleben 4                           | Kalbe (Milde), OT Jeggeleben                           | SAW       | onbekend                                   | |                                  |
| Großsteingrab Kermen                                 | Zerbst/Anhalt, OT Kermen                               | ABI       | onbekend                                   | |                                  |
| Großsteingrab Kläden 1                               | Bismark, OT Kläden                                     | SDL       | Großdolmen of Ganggrab                     | |                                  |
| Großsteingrab Kläden 2                               | Bismark, OT Kläden                                     | SDL       | onbekend                                   | |                                  |
| Großsteingrab Kläden 3                               | Bismark, OT Kläden                                     | SDL       | onbekend                                   | |                                  |
| Großsteingrab Kläden 4                               | Bismark, OT Kläden                                     | SDL       | onbekend                                   | |                                  |
| Großsteingrab Kläden 5                               | Bismark, OT Kläden                                     | SDL       | onbekend                                   | |                                  |
| Großsteingrab Königsborn                             | Biederitz, OT Königsborn                               | JL        | onbekend                                   | |                                  |
| Großsteingrab Königstedt                             | Salzwedel, OT Königstedt                               | SAW       | onbekend                                   | |                                  |
| Großsteingrab Körbelitz 2                            | Einheitsgemeinde Möser, Ortschaft Körbelitz            | JL        | onbekend                                   | |                                  |
| Großsteingrab Körbelitz 3                            | Einheitsgemeinde Möser, Ortschaft Körbelitz            | JL        | Großdolmen of Ganggrab                     | |                                  |
| Großsteingrab Kroatenhügel (Großsteingrab Sudenburg) | Magdeburg, Stadtteil Sudenburg                         | MD        | Großdolmen of Ganggrab                     | | Großsteingrab Kroatenhügel       |
| Großsteingrab Ladekath                               | Arendsee, OT Ladekath                                  | SAW       | onbekend                                   | |                                  |
| Großsteingrab Lausigk                                | Südliches Anhalt, OT Lausigk                           | ABI       | onbekend                                   | |                                  |
| Großsteingrab Lebendorf                              | Könnern, OT Lebendorf                                  | SLK       | onbekend                                   | |                                  |
| Großsteingrab Leetze                                 | Kuhfelde, OT Leetze                                    | SAW       | onbekend                                   | door Beier als 1 aangeduid, door Bock/Fritsch/Mittag wordt dat nummer gebruikt voor een behouden graf dat door Beier met 2 aangeduid wordt                                                                     |                                  |
| Großsteingrab Leitzkau 1                             | Gommern, OT Leitzkau                                   | JL        | onbekend                                   | |                                  |
| Großsteingrab Leitzkau 2                             | Gommern, OT Leitzkau                                   | JL        | vermoedelijk kammerloses Hünenbett         | |                                  |
| Großsteingrab Liesten 1                              | Salzwedel, OT Liesten                                  | SAW       | vermoedelijk Ganggrab                      | |                                  |
| Großsteingrab Liesten 2                              | Salzwedel, OT Liesten                                  | SAW       | onbekend                                   | |                                  |
| Großsteingrab Liesten 3                              | Salzwedel, OT Liesten                                  | SAW       | vermoedelijk Ganggrab                      | |                                  |
| Großsteingrab Liesten 4                              | Salzwedel, OT Liesten                                  | SAW       | onbekend                                   | |                                  |
| Großsteingrab Liesten 5                              | Salzwedel, OT Liesten                                  | SAW       | onbekend                                   | |                                  |
| Großsteingrab Liesten 6                              | Salzwedel, OT Liesten                                  | SAW       | Großdolmen of Ganggrab                     | |                                  |
| Großsteingrab Lindhof                                | Altmärkische Höhe, OT Drüsedau (Lindhof)               | SDL       | onbekend                                   | door Beier foutief als behouden gecategoriseerd |                                  |
| Großsteingrab Lübs 1                                 | Gommern, OT Lübs                                       | JL        | vermoedelijk kammerloses Hünenbett         | |                                  |
| Großsteingrab Lübs 2                                 | Gommern, OT Lübs                                       | JL        | vermoedelijk kammerloses Hünenbett         | |                                  |
| Großsteingrab Lübs 3                                 | Gommern, OT Lübs                                       | JL        | vermoedelijk kammerloses Hünenbett         | |                                  |
| Großsteingrab Lübs 4                                 | Gommern, OT Lübs                                       | JL        | onbekend                                   | |                                  |
| Großsteingrab Lüdelsen 7                             | Jübar, OT Lüdelsen                                     | SAW       | vermoedelijk erweiterter Dolmen            | |                                  |
| Großsteingrab Lüdelsen                               | Jübar, OT Lüdelsen                                     | SAW       | vermoedelijk erweiterter Dolmen            | door Beier met 6 aangeduid, door Bock/Fritsch/Mittag wordt dit nummer gebruikt voor een behouden graf dat door Beier met 8 aangeduid wordt                                                                     |                                  |
| Großsteingrab Magdeburg-Diesdorf                     | Magdeburg, Stadtteil Diesdorf                          | MD        | vermoedelijk Großsteingrab                 | |                                  |
| Großsteingräber bei Möckern                          | Möckern                                                | JL        | onbekend                                   | meer dan één bouwwerk vernietigd, aantal is onbekend |                                  |
| Großsteingrab Molmke 2                               | Diesdorf, OT Molmke                                    | SAW       | onbekend                                   | |                                  |
| Großsteingrab Molmke 3                               | Diesdorf, OT Molmke                                    | SAW       | Großdolmen of Ganggrab                     | |                                  |
| Großsteingrab Molmke 4                               | Diesdorf, OT Molmke                                    | SAW       | erweiterter Dolmen of Großdolmen           | |                                  |
| Großsteingrab Molmke 5                               | Diesdorf, OT Molmke                                    | SAW       | onbekend                                   | |                                  |
| Großsteingrab Molmke 6                               | Diesdorf, OT Molmke                                    | SAW       | Großdolmen of Ganggrab                     | |                                  |
| Großsteingrab Molmke 7                               | Diesdorf, OT Molmke                                    | SAW       | Großdolmen of Ganggrab                     | |                                  |
| Großsteingrab Molmke 8                               | Diesdorf, OT Molmke                                    | SAW       | onbekend                                   | |                                  |
| Großsteingrab Molmke 9                               | Diesdorf, OT Molmke                                    | SAW       | erweiterter Dolmen of Großdolmen           | |                                  |
| Großsteingrab Molmke 10                              | Diesdorf, OT Molmke                                    | SAW       | onbekend                                   | |                                  |
| Großsteingrab Mose 1                                 | Wolmirstedt, OT Mose                                   | BK        | Urdolmen of Steinkiste                     | |                                  |
| Großsteingrab Mose 2                                 | Wolmirstedt, OT Mose                                   | BK        | onbekend                                   | |                                  |
| Großsteingrab Mose 3                                 | Wolmirstedt, OT Mose                                   | BK        | onbekend                                   | |                                  |
| Großsteingrab Mose 4                                 | Wolmirstedt, OT Mose                                   | BK        | onbekend                                   | |                                  |
| Großsteingrab Mose 5                                 | Wolmirstedt, OT Mose                                   | BK        | onbekend                                   | |                                  |
| Großsteingrab Mösenthin                              | Kalbe (Milde), OT Mösenthin                            | SAW       | onbekend                                   | |                                  |
| Großsteingrab Mosigkau 1                             | Dessau-Roßlau, OT Mosigkau (Mosigkauer Heide)          | DE        | onbekend                                   | |                                  |
| Großsteingrab Mosigkau 2                             | Dessau-Roßlau, OT Mosigkau (Mosigkauer Heide)          | DE        | onbekend                                   | |                                  |
| Großsteingrab Nahrstedt 1                            | Stendal, OT Nahrstedt                                  | SDL       | onbekend                                   | |                                  |
| Großsteingrab Nahrstedt 2                            | Stendal, OT Nahrstedt                                  | SDL       | onbekend                                   | |                                  |
| Großsteingrab Nahrstedt 3                            | Stendal, OT Nahrstedt                                  | SDL       | onbekend                                   | |                                  |
| Großsteingrab Nahrstedt 4                            | Stendal, OT Nahrstedt                                  | SDL       | onbekend                                   | |                                  |
| Großsteingrab Nahrstedt 5                            | Stendal, OT Nahrstedt                                  | SDL       | onbekend                                   | |                                  |
| Großsteingrab Nahrstedt 6                            | Stendal, OT Nahrstedt                                  | SDL       | onbekend                                   | |                                  |
| Großsteingrab Nahrstedt 7                            | Stendal, OT Nahrstedt                                  | SDL       | onbekend                                   | |                                  |
| Großsteingrab Nahrstedt 8                            | Stendal, OT Nahrstedt                                  | SDL       | onbekend                                   | |                                  |
| Großsteingrab Nahrstedt 9                            | Stendal, OT Nahrstedt                                  | SDL       | onbekend                                   | |                                  |
| Großsteingrab Nahrstedt 10                           | Stendal, OT Nahrstedt                                  | SDL       | onbekend                                   | |                                  |
| Großsteingrab Nahrstedt 11                           | Stendal, OT Nahrstedt                                  | SDL       | onbekend                                   | |                                  |
| Großsteingrab Nahrstedt 12                           | Stendal, OT Nahrstedt                                  | SDL       | onbekend                                   | |                                  |
| Großsteingrab Nahrstedt 13                           | Stendal, OT Nahrstedt                                  | SDL       | onbekend                                   | |                                  |
| Großsteingrab Nahrstedt 14                           | Stendal, OT Nahrstedt                                  | SDL       | onbekend                                   | |                                  |
| Großsteingrab Nedlitz                                | Gommern, OT Nedlitz                                    | JL        | onbekend                                   | |                                  |
| Großsteingrab Nieps 1                                | Rohrberg, OT Nieps                                     | SAW       | onbekend                                   | |                                  |
| Großsteingrab Nieps 2                                | Rohrberg, OT Nieps                                     | SAW       | onbekend                                   | |                                  |
| Großsteingrab Oebles-Schlechtewitz                   | Bad Dürrenberg, OT Oebles-Schlechtewitz                | SK        | Eingesenktes Kammergrab of Mauerkammergrab | |                                  |
| Großsteingrab Osterode am Fallstein                  | Osterwieck, OT Osterode am Fallstein                   | HZ        | eingesenktes Kammergrab                    | 1867 vernietigd, vondsten geborgen |                                  |
| Hünengrab Ottersleben                                | Magdeburg, Stadtteil Ottersleben                       | MD        | onbekend                                   | |                                  |
| Großsteingrab Pfahlberg                              | Magdeburg, Stadtteil Sülzegrund                        | MD        | Großdolmen of Ganggrab                     | | Großsteingrab Pfahlberg          |
| Großsteingrab Polkern 1                              | Osterburg, OT Polkern                                  | SDL       | onbekend                                   | |                                  |
| Großsteingrab Polkern 2                              | Osterburg, OT Polkern                                  | SDL       | onbekend                                   | |                                  |
| Großsteingrab Polkern 3                              | Osterburg, OT Polkern                                  | SDL       | onbekend                                   | |                                  |
| Großsteingrab Pretzien                               | Schönebeck (Elbe), OT Pretzien                         | SLK       | onbekend (vermoedelijk Großsteingrab)      | |                                  |
| Großsteingrab Preußlitz („Sieben Steine“)            | Bernburg (Saale), OT Preußlitz                         | SLK       | onbekend                                   | van de oorspronkelijke plek verwijderd en in een rij opgebouwd in het dorp, het is onduidelijk hoe het bouwwerk er oorspronkelijk uitzag en of het überhaupt om een hunebed of de resten van een menhir gaat   |                                  |
| Großsteingrab Prödel                                 | Gommern, OT Prödel                                     | JL        | vermoedelijk kammerloses Hünenbett         | |                                  |
| Großsteingrab Püggen 1                               | Kuhfelde, OT Püggen                                    | SAW       | Großdolmen of Ganggrab                     | |                                  |
| Großsteingrab Püggen 2                               | Kuhfelde, OT Püggen                                    | SAW       | onbekend                                   | |                                  |
| Großsteingrab Püggen 3                               | Kuhfelde, OT Püggen                                    | SAW       | onbekend                                   | |                                  |
| Großsteingrab Quadendambeck                          | Apenburg-Winterfeld, OT Quadendambeck                  | SAW       | onbekend                                   | |                                  |
| Großsteingrab Quetz                                  | Zörbig, OT Quetzdölsdorf (Quetz)                       | ABI       | Großsteingrab of Mauerkammergrab           | |                                  |
| Großsteingrab Reddigau                               | Diesdorf, OT Reddigau                                  | SAW       | onbekend                                   | |                                  |
| Großsteingrab Risau                                  | Möckern, Stadtteil Risau                               | JL        | onbekend (vermoedelijk Großsteingrab)      | |                                  |
| Großsteingrab Ristedt 1                              | Klötze, OT Ristedt                                     | SAW       | Großdolmen of Ganggrab                     | door Beier foutief als behouden aangeduid |                                  |
| Großsteingrab Ristedt 2                              | Klötze, OT Ristedt                                     | SAW       | Großdolmen of Ganggrab                     | |                                  |
| Großsteingrab Ristedt 3                              | Klötze, OT Ristedt                                     | SAW       | vermoedelijk Großdolmen                    | |                                  |
| Großsteingrab Ristedt 4                              | Klötze, OT Ristedt                                     | SAW       | vermoedelijk Großdolmen                    | |                                  |
| Großsteingrab Ristedt 5                              | Klötze, OT Ristedt                                     | SAW       | onbekend                                   | |                                  |
| Großsteingrab Rohrberg 1                             | Rohrberg                                               | SAW       | Großdolmen of Ganggrab                     | |                                  |
| Großsteingrab Rohrberg 2                             | Rohrberg                                               | SAW       | vermoedelijk Großdolmen                    | |                                  |
| Großsteingrab Rohrberg 3                             | Rohrberg                                               | SAW       | vermoedelijk erweiterter Dolmen            | |                                  |
| Großsteingrab Rohrberg 4                             | Rohrberg                                               | SAW       | vermoedelijk Großdolmen                    | |                                  |
| Großsteingrab Rohrberg 5                             | Rohrberg                                               | SAW       | onbekend                                   | |                                  |
| Großsteingrab Rohrberg 6                             | Rohrberg                                               | SAW       | onbekend                                   | |                                  |
| Großsteingrab Rohrberg 7                             | Rohrberg                                               | SAW       | onbekend                                   | |                                  |
| Großsteingrab Rohrberg 8                             | Rohrberg                                               | SAW       | onbekend                                   | |                                  |
| Großsteingrab Roschwitz                              | Bernburg, OT Roschwitz                                 | SLK       | onbekend                                   | |                                  |
| Großsteingrab Sallenthin                             | Kalbe (Milde), OT Sallenthin                           | SAW       | vermoedelijk Großdolmen                    | |                                  |
| Großsteingrab Samswegen                              | Niedere Börde, OT Samswegen                            | BK        | onbekend (vermoedelijk Großsteingrab)      | |                                  |
| Großsteingrab Schadewohl 4                           | Diesdorf, OT Schadewohl                                | SAW       | Großdolmen of Ganggrab                     | |                                  |
| Großsteingrab Schadewohl 5                           | Diesdorf, OT Schadewohl                                | SAW       | vermoedelijk Polygonaldolmen               | |                                  |
| Großsteingrab Schiepzig                              | Salzatal, OT Schiepzig                                 | SK        | vermoedelijk Großdolmen                    | Afgraving 1825 |                                  |
| Großsteingrab Schnarsleben                           | Hohe Börde, OT Schnarsleben                            | BK        | onbekend                                   | |                                  |
| Großsteingrab Schönebeck-Salzelmen                   | Schönebeck (Elbe), OT Bad Salzelmen                    | SLK       | onbekend                                   | vernietigd 1835/36; vondsten geborgen |                                  |
| Großsteingrab Sinsleben                              | Falkenstein/Harz, OT Ermsleben (Sinsleben)             | HZ        | Großsteingrab of Mauerkammergrab           | |                                  |
| Großsteingrab Stapel                                 | Altmärkische Höhe, OT Stapel                           | SDL       | onbekend                                   | |                                  |
| Großsteingrab Steckby                                | Zerbst/Anhalt, OT Steckby                              | ABI       | onbekend                                   | |                                  |
| Großsteingrab Stedten 1                              | Seegebiet Mansfelder Land, OT Stedten                  | MSH       | Großsteingrab of Steinkiste                | |                                  |
| Großsteingrab Stedten 2                              | Seegebiet Mansfelder Land, OT Stedten                  | MSH       | Großdolmen of eingesenktes Kammergrab      | |                                  |
| Großsteingrab Steinfeld 2                            | Bismark, OT Steinfeld                                  | SDL       | onbekend                                   | |                                  |
| Großsteingrab Steinfeld 4                            | Bismark, OT Steinfeld                                  | SDL       | Großdolmen of Ganggrab                     | |                                  |
| Großsteingräber bei Steinfeld                        | Bismark, OT Steinfeld                                  | SDL       | onbekend                                   | waarschijnlijk meerdere vernietigde bouwwerken |                                  |
| Großsteingrab Streetz                                | Dessau-Roßlau, OT Streetz                              | DE        | onbekend (vermoedelijk Großsteingrab)      | |                                  |
| Großsteingrab Süplingen 3a                           | Süplingen                                              | BK        | vermoedelijk Großdolmen                    | |                                  |
| Großsteingrab Süplingen 3b                           | Süplingen                                              | BK        | vermoedelijk Großdolmen                    | |                                  |
| Großsteingrab Süplingen 4                            | Süplingen                                              | BK        | onbekend                                   | |                                  |
| Großsteingrab Tangeln (Feldmark)                     | Beetzendorf, OT Tangeln                                | SAW       | onbekend                                   | door Beier met 1 aangeduid, door Bock/Fritsch/Mittag wordt dit nummer gebruikt voor een behouden graf dat door Beier met nummer 10 wordt aangegeven, in de omgeving waarschijnlijk meerdere vernietigde graven |                                  |
| Großsteingrab Tangeln 2 (Forst)                      | Beetzendorf, OT Tangeln                                | SAW       | vermoedelijk Ganggrab                      | |                                  |
| Großsteingrab Tangeln 3 (Forst)                      | Beetzendorf, OT Tangeln                                | SAW       | vermoedelijk erweiterter Dolmen            | door Beier foutief als behouden aangeduid |                                  |
| Großsteingrab Tangeln (Forst)                        | Beetzendorf, OT Tangeln                                | SAW       | onbekend                                   | door Beier met 4 aangeduid, door Bock/Fritsch/Mittag wordt dit nummer gebruikt voor een behouden graf dat door Beier met nummer 8 wordt aangegeven                                                             |                                  |
| Großsteingrab Theeßen                                | Möckern, OT Theeßen                                    | JL        | onbekend                                   | |                                  |
| Großsteingrab Thüritz                                | Kalbe (Milde), OT Thüritz                              | SAW       | onbekend                                   | |                                  |
| Großsteingrab Tochheim                               | Zerbst/Anhalt, OT Tochheim                             | ABI       | onbekend                                   | |                                  |
| Großsteingrab Tryppehna 1                            | Möckern, OT Tryppehna                                  | JL        | onbekend                                   | |                                  |
| Großsteingrab Tryppehna 2                            | Möckern, OT Tryppehna                                  | JL        | onbekend (vermoedelijk Großsteingrab)      | |                                  |
| Großsteingrab Tryppehna 3                            | Möckern, OT Tryppehna                                  | JL        | kammerloses Hünenbett                      | |                                  |
| Großsteingrab Unseburg                               | Bördeaue, OT Unseburg                                  | SLK       | onbekend (vermoedelijk Großsteingrab)      | |                                  |
| Großsteingrab Vehlitz 1                              | Gommern, OT Vehlitz                                    | JL        | kammerloses Hünenbett                      | | Großsteingrab Vehlitz 1          |
| Großsteingrab Vehlitz 2                              | Gommern, OT Vehlitz                                    | JL        | kammerloses Hünenbett                      | |                                  |
| Großsteingrab Vehlitz 3                              | Gommern, OT Vehlitz                                    | JL        | onbekend                                   | |                                  |
| Großsteingrab Vehlitz 4                              | Gommern, OT Vehlitz                                    | JL        | kammerloses Hünenbett                      | |                                  |
| Großsteingrab Waddekath 1                            | Diesdorf, OT Waddekath                                 | SAW       | Urdolmen of erweiterter Dolmen             | |                                  |
| Großsteingrab Waddekath 2                            | Diesdorf, OT Waddekath                                 | SAW       | onbekend                                   | |                                  |
| Großsteingrab Waddekath 3                            | Diesdorf, OT Waddekath                                 | SAW       | onbekend                                   | |                                  |
| Großsteingrab Waddekath 4                            | Diesdorf, OT Waddekath                                 | SAW       | onbekend                                   | |                                  |
| Großsteingrab Waddekath 5                            | Diesdorf, OT Waddekath                                 | SAW       | onbekend                                   | |                                  |
| Großsteingrab Wallstawe 1                            | Wallstawe                                              | SAW       | vermoedelijk Ganggrab                      | |                                  |
| Großsteingrab Wallstawe 2                            | Wallstawe                                              | SAW       | vermoedelijk Polygonaldolmen               | |                                  |
| Großsteingrab Wallstawe 3                            | Wallstawe                                              | SAW       | vermoedelijk Polygonaldolmen               | |                                  |
| Großsteingrab Wallstawe 4                            | Wallstawe                                              | SAW       | Großdolmen of Ganggrab                     | |                                  |
| Großsteingrab Wallstawe 5                            | Wallstawe                                              | SAW       | Großdolmen of Ganggrab                     | |                                  |
| Großsteingrab Wallstawe 6                            | Wallstawe                                              | SAW       | onbekend                                   | |                                  |
| Großsteingrab Wallstawe 7                            | Wallstawe                                              | SAW       | onbekend                                   | |                                  |
| Großsteingrab Wallwitz 1                             | Möckern, OT Wallwitz                                   | JL        | onbekend                                   | |                                  |
| Großsteingrab Wallwitz 2                             | Möckern, OT Wallwitz                                   | JL        | vermoedelijk kammerloses Hünenbett         | |                                  |
| Großsteingrab Wallwitz 3                             | Möckern, OT Wallwitz                                   | JL        | onbekend                                   | |                                  |
| Großsteingrab Wallwitz 4                             | Möckern, OT Wallwitz                                   | JL        | onbekend                                   | |                                  |
| Großsteingrab Wallwitz 5                             | Möckern, OT Wallwitz                                   | JL        | Großdolmen of Ganggrab                     | |                                  |
| Großsteingrab Wallwitz 6                             | Möckern, OT Wallwitz                                   | JL        | onbekend                                   | |                                  |
| Großsteingrab Wallwitz 7                             | Möckern, OT Wallwitz                                   | JL        | Großdolmen of Ganggrab                     | |                                  |
| Großsteingrab Wallwitz 8                             | Möckern, OT Wallwitz                                   | JL        | onbekend                                   | |                                  |
| Großsteingrab Wallwitz 9                             | Möckern, OT Wallwitz                                   | JL        | onbekend                                   | |                                  |
| Großsteingrab Warnstedt                              | Thale, OT Warnstedt                                    | HZ        | vermoedelijk eingesenktes Kammergrab       | Afgraving 1864 |                                  |
| Hünenkeller                                          | Magdeburg, Stadtteil Westerhüsen                       | MD        | onbekend                                   | |                                  |
| Großsteingrab Winterfeld 2                           | Apenburg-Winterfeld, OT Winterfeld                     | SAW       | onbekend (vermoedelijk Großsteingrab)      | |                                  |
| Großsteingrab Wörmlitz 1                             | Möckern, OT Wörmlitz                                   | JL        | Großdolmen of Ganggrab                     | |                                  |
| Großsteingrab Wörmlitz 2                             | Möckern, OT Wörmlitz                                   | JL        | onbekend                                   | |                                  |
| Großsteingrab Wörmlitz 3                             | Möckern, OT Wörmlitz                                   | JL        | onbekend (vermoedelijk Großsteingrab)      | |                                  |
| Großsteingrab Wulfen 2 („Leimküten“)                 | Osternienburger Land, OT Wulfen                        | ABI       | onbekend                                   | |                                  |
| Großsteingrab Würflau                                | Osternienburger Land, OT Würflau                       | ABI       | Urdolmen of Steinkiste                     | |                                  |
| Großsteingrab Ziepel 1                               | Möckern, OT Ziepel                                     | JL        | vermoedelijk Ganggrab                      | | Großsteingrab Ziepel 1           |
| Großsteingrab Ziepel 2                               | Möckern, OT Ziepel                                     | JL        | onbekend                                   | |                                  |
| Großsteingrab Ziepel 3                               | Möckern, OT Ziepel                                     | JL        | onbekend                                   | | Großsteingrab Ziepel 3           |
| Großsteingrab Ziepel 4                               | Möckern, OT Ziepel                                     | JL        | Großdolmen of Ganggrab                     | | Großsteingrab Ziepel 4           |
| Großsteingrab Ziepel 5                               | Möckern, OT Ziepel                                     | JL        | onbekend (vermoedelijk Großsteingrab)      | |                                  |
| Großsteingrab Zörbig                                 | Zörbig                                                 | ABI       | vermoedelijk Großdolmen                    | Afgraving 1885 |                                  |
| Großsteingrab Zscherben                              | Merseburg, OT Zscherben                                | SK        | onbekend                                   | |                                  |
| Großsteingrab Zuchau                                 | Barby, OT Zuchau                                       | SLK       | Großdolmen                                 | |                                  |

### Gebiedsaanwijzingen
| Naam                            | Plaats                                      | Landkreis | Opmerkingen |
| ------------------------------- | ------------------------------------------- | --------- | ----------- |
| „Brautsteinberge“               | Altenhausen, OT Ivenrode (Bischofswald)     | BK        |             |
| „Steinberg“ (1)                 | Altenhausen, OT Ivenrode (Bischofswald)     | BK        |             |
| „Steinberg“ (2)                 | Altenhausen, OT Ivenrode (Bischofswald)     | BK        |             |
| „Steinbergs-Stücke“             | Altenhausen, OT Ivenrode (Bischofswald)     | BK        |             |
| „Steingrund-Stücke“             | Altenhausen, OT Ivenrode (Bischofswald)     | BK        |             |
| „Steinklippen-Berg“             | Altenhausen, OT Ivenrode (Bischofswald)     | BK        |             |
| „Silberberg“                    | Altmärkische Höhe, OT Heiligenfelde         | SDL       |             |
| „Steinberg“                     | Altmärkische Höhe, OT Heiligenfelde         | SDL       |             |
| „Steinberg-Stücke“              | Arendsee, OT Kläden                         | SDL       |             |
| „Das blaue Steinfeld“           | Barleben                                    | BK        |             |
| „Stein-Stücken“                 | Beetzendorf, OT Darnebeck                   | SAW       |             |
| „Kellerkuhlen“                  | Beetzendorf, OT Jeeben                      | SAW       |             |
| „Steinberge“                    | Beetzendorf, OT Peertz                      | SAW       |             |
| „Heidberg“                      | Beetzendorf, OT Peertz                      | SAW       |             |
| „Steinkamer“                    | Beetzendorf, OT Poppau                      | SAW       |             |
| „Steinstücke“                   | Beetzendorf, OT Poppau                      | SAW       |             |
| „Das Steinbett“                 | Bismark                                     | SDL       |             |
| „Bein den Hünensteinen“         | Bismark, OT Beesewege                       | SDL       |             |
| „Hinterste Steinacker“          | Bismark, OT Dobberkau                       | SDL       |             |
| „Kurze Steinacker“              | Bismark, OT Dobberkau                       | SDL       |             |
| „Der Heidberg“                  | Bismark, OT Döllnitz                        | SDL       |             |
| „Hinterm Steinbusch“            | Bismark, OT Hohenwulsch                     | SDL       |             |
| „Neben und über dem Steinbusch“ | Bismark, OT Hohenwulsch                     | SDL       |             |
| „Altes Hühnerland“              | Bismark, OT Meßdorf                         | SDL       |             |
| „Kleines Hühnerland“            | Bismark, OT Meßdorf                         | SDL       |             |
| „Neues Hühnerland“              | Bismark, OT Meßdorf                         | SDL       |             |
| „Hühnerworth“                   | Bismark, OT Schorstedt                      | SDL       |             |
| „Hühnerland“                    | Bismark, OT Späningen                       | SDL       |             |
| Steinfeld                       | Bismark, OT Steinfeld                       | SDL       | Plaatsnaam  |
| „Am großen Steine“              | Bismark, OT Wartenberg                      | SDL       |             |
| „Steinstücken“                  | Burg (bei Magdeburg), OT Detershagen        | JL        |             |
| „Das Hühnerfeld“                | Burg (bei Magdeburg), OT Schartau           | JL        |             |
| „Hohe Stein“                    | Burgstall (Forst)                           | BK        |             |
| „Hühner-Berge“                  | Burgstall (Forst)                           | BK        |             |
| „der Teufelskeller“             | Burgstall (Forst)                           | BK        |             |
| „Steinbreite“                   | Burgstall, OT Cröchern                      | BK        |             |
| „Steinbergsbreite“              | Burgstall, OT Dolle                         | BK        |             |
| „Steinberge“                    | Colbitz (Forst)                             | BK        |             |
| „Steinberge“                    | Möckern, OT Dalchau                         | BK        |             |
| „Steinstückchen“                | Diesdorf, OT Abbendorf                      | SAW       |             |
| „Steenkamp“                     | Diesdorf, OT Molmke                         | SAW       |             |
| „Steinstücken“                  | Diesdorf, OT Peckensen                      | SAW       |             |
| „Steinberge“                    | Diesdorf, OT Schadewohl                     | SAW       |             |
| „hinter den Hünengräbern“       | Diesdorf, OT Waddekath                      | SAW       |             |
| „Steinberg-Stücke“              | Eichstedt, OT Baumgarten                    | SDL       |             |
| „Steinberge“                    | Fleetmark, OT Lüge                          | SAW       |             |
| „Steinberg“ (1)                 | Fleetmark, OT Störpke                       | SAW       |             |
| „Steinberg“ (2)                 | Fleetmark, OT Störpke                       | SAW       |             |
| „Steinberg-Stücken“             | Gardelegen, OT Zichtau                      | SAW       |             |
| „Steinberge“                    | Gardelegen, OT Zichtau                      | SAW       |             |
| „Der lange Stein“               | Goldbeck, OT Möllendorf                     | SDL       |             |
| „Kurze Stein“                   | Goldbeck, OT Möllendorf                     | SDL       |             |
| „Teufelskellerberg“             | Gommern, OT Lübs                            | JL        |             |
| „Steinmaassen“                  | Gommern, OT Vehlitz                         | JL        |             |
| „Steinstücken“                  | Gommern, OT Vehlitz                         | JL        |             |
| „Hünengräber“                   | Harbke                                      | BK        |             |
| „Der Steinberg“                 | Hassel, OT Sanne                            | SDL       |             |
| „Unterm blauen Stein“           | Hohe Börde, OT Hermsdorf                    | BK        |             |
| „Steinberg“                     | Hohe Börde, OT Schnarsleben                 | BK        |             |
| „Großer Teufelsküchenberg“      | Hohe Börde, OT Schnarsleben                 | BK        |             |
| „Kleiner Teufelsküchenberg“     | Hohe Börde, OT Schnarsleben                 | BK        |             |
| „Der Steinberg“                 | Hohenberg-Krusemark                         | SDL       |             |
| „Am großen Stein“               | Jübar, OT Lüdelsen                          | SAW       |             |
| „Die Steinkammern“              | Jübar, OT Nettgau                           | SAW       |             |
| „Steinbleeke“                   | Kalbe (Milde), OT Bühne                     | SAW       |             |
| „Kellerberg“                    | Kalbe (Milde), OT Beese                     | SAW       |             |
| „Steingrund“                    | Kalbe (Milde), OT Dolchau                   | SAW       |             |
| „Teufelsberg“                   | Kalbe (Milde), OT Engersen                  | SAW       |             |
| „Auf dem Teufelsberg“           | Kalbe (Milde), OT Engersen                  | SAW       |             |
| „Hühnerbreite“                  | Kalbe (Milde), OT Engersen                  | SAW       |             |
| „Die Steingrund“                | Kalbe (Milde), OT Jemmeritz                 | SAW       |             |
| „Hünenberg“                     | Kalbe (Milde), OT Kahrstedt                 | SAW       |             |
| „Steinbusch“                    | Kalbe (Milde), OT Siepe                     | SAW       |             |
| „Der Hühnerbusch“               | Kalbe (Milde), OT Wernstedt                 | SAW       |             |
| „Steinbergenden“                | Klötze, OT Nesenitz                         | SAW       |             |
| „Steinkammer“                   | Klötze, OT Siedentramm                      | SAW       |             |
| „Steenberg“                     | Kuhfelde, OT Valfitz                        | SAW       |             |
| „Der Teufelskeller“             | Loitsche-Heinrichsberg, OT Loitsche         | BK        |             |
| „Am blauen Stein“               | Möckern, OT Magdeburgerforth (Rosenkrug)    | JL        |             |
| „Gewölbebreiten“                | Möckern, OT Riesdorf                        | JL        |             |
| „Hinterste Steinberge“          | Möckern, OT Zeppernick                      | JL        |             |
| „Lange Steinbrücken“            | Möckern, OT Zeppernick                      | JL        |             |
| „Mittelste Steinberge“          | Möckern, OT Zeppernick                      | JL        |             |
| „Vorderste Steinberge“          | Möckern, OT Zeppernick                      | JL        |             |
| „Die Langen hinter Steins“      | Einheitsgemeinde Möser, Ortschaft Körbelitz | JL        |             |
| „Hühnerberg“                    | Einheitsgemeinde Möser, Ortschaft Schermen  | JL        |             |
| „Kreuzhoch“                     | Niedere Börde, OT Groß Ammensleben          | BK        |             |
| „Auf dem Lausehoch“             | Niedere Börde, OT Groß Ammensleben          | BK        |             |
| „Teufelsberg“                   | Niedere Börde, OT Groß Ammensleben          | BK        |             |
| „Teufelshoch“                   | Niedere Börde, OT Groß Ammensleben          | BK        |             |
| „Der Hühnenkeller“              | Niedere Börde, OT Klein Ammensleben         | BK        |             |
| „Das Steinerz“                  | Niedere Börde, OT Meseberg                  | BK        |             |
| „Die Steinwiesen“               | Niedere Börde, OT Meseberg                  | BK        |             |
| „Vor den Steinen“               | Niedere Börde, OT Meseberg                  | BK        |             |
| „Der Heidberg“                  | Niedere Börde, OT Samswegen                 | BK        |             |
| „Am Steinbette“                 | Niedere Börde, OT Samswegen                 | BK        |             |
| „Hühnerbusch“                   | Osterburg, OT Zedau                         | SDL       |             |
| „Steinkammerberg“               | Rohrberg, OT Ahlum                          | SAW       |             |
| „Steinweg-Stücke“               | Salzwedel, OT Brietz                        | SAW       |             |
| „Bie groot Steen“               | Salzwedel, OT Cheine                        | SAW       |             |
| „Heidberg“                      | Salzwedel, OT Chüttlitz                     | SAW       |             |
| „Steinberge“                    | Salzwedel, OT Jeebel                        | SAW       |             |
| „Steinberg-Stücken“             | Salzwedel, OT Jeebel                        | SAW       |             |
| „Steinstücke“                   | Salzwedel, OT Kricheldorf                   | SAW       |             |
| „Steinerne Frau“                | Schönebeck (Elbe)                           | SLK       |             |
| „Am blauen Stein“               | Schönebeck (Elbe), OT Felgeleben            | SLK       |             |
| „Am Teufelsküchenberg“          | Schönebeck (Elbe), OT Bad Salzelmen         | SLK       |             |
| Stendal                         | Stendal                                     | SDL       | Plaatsnaam  |
| „Steinberg“                     | Stendal                                     | SDL       |             |
| „Hühnerberg“                    | Stendal, OT Jarchau (Hassel)                | SDL       |             |
| „Teufelsbusch“                  | Stendal, OT Jarchau (Hassel)                | SDL       |             |
| „am Teufelsbusch“               | Stendal, OT Jarchau (Hassel)                | SDL       |             |
| „Teufelswiese“                  | Stendal, OT Jarchau (Hassel)                | SDL       |             |
| „Steenhunen“                    | Wallstawe, OT Gieseritz                     | SAW       |             |
| Britschenstein                  | Maagdeburg, Stadtteil Westerhüsen           | MD        |             |
| „Steinberge“                    | Zerbst/Anhalt, OT Güterglück                | ABI       |             |
| „Steinberge“                    | Zerbst/Anhalt, OT Kämeritz                  | ABI       |             |
| „Steinberg“                     | Zielitz                                     | BK        |             |